# Траваш-Сейдич, Ядранка
Ядранка Траваш-Сейдич (хорв. Jadranka Travaš-Sejdić; род. 22 июня 1968, Риека, Хорватия, Югославия) — новозеландская учёная, с 2018 года — профессор Оклендского университета.

## Академическая карьера
После бакалавриата в Загребском университете в Хорватии и получения докторской степени по теме «Изучение взаимодействий и структуры в гелевых полиэлектролитных сополимерных системах на основе мономеров акриламида» в Оклендском университете Траваш-Сейдич приступила к работе в университете, дослужившись до полного профессора.
Траваш-Сейдич является соучредителем дочерней компании Spot Check.

## Награды и почести
В 2017 году Траваш-Сейдич была избрана членом Королевского общества Новой Зеландии.
В 2018 году Ассоциация учёных Новой Зеландии наградила Траваш-Сейдич медалью Шорленда.
В 2019 году Траваш-Сейдич была награждена медалью Гектора Королевского общества Новой Зеландии.

## Избранные труды
- Peng, Hui; Travas-Sejdic, Jadranka (2009). Simple Aqueous Solution Route to Luminescent Carbogenic Dots from Carbohydrates. Chemistry of Materials. 21 (23): 5563–5565. doi:10.1021/cm901593y.
- Svirskis, Darren; Travas-Sejdic, Jadranka; Rodgers, Anthony; Garg, Sanjay (2010). Electrochemically controlled drug delivery based on intrinsically conducting polymers. Journal of Controlled Release. 146 (1): 6–15. doi:10.1016/j.jconrel.2010.03.023. PMID 20359512.
- Peng, Hui; Zhang, Lijuan; Soeller, Christian; Travas-Sejdic, Jadranka (2009). Conducting polymers for electrochemical DNA sensing. Biomaterials. 30 (11): 2132–2148. doi:10.1016/j.biomaterials.2008.12.065. PMID 19147223.
- Peng, Hui; Zhang, Lijuan; Kjällman, Tanja H. M.; Soeller, Christian; Travas-Sejdic, J. (2007). DNA Hybridization Detection with Blue Luminescent Quantum Dots and Dye-Labeled Single-Stranded DNA. Journal of the American Chemical Society. 129 (11): 3048–3049. CiteSeerX 10.1.1.472.3222. doi:10.1021/ja0685452. PMID 17315877.
- Peng, Hui; Soeller, Christian; Vigar, Nickolas; Kilmartin, Paul A.; Cannell, Mark B.; Bowmaker, Graham A.; Cooney, Ralph P.; Travas-Sejdic, Jadranka (2005). Label-free electrochemical DNA sensor based on functionalised conducting copolymer. Biosensors and Bioelectronics. 20 (9): 1821–1828. doi:10.1016/j.bios.2004.07.013. PMID 15681199.